# Black Creek Pioneer Village
Black Creek Pioneer Village, anteriormente Dalziel Pioneer Park, es un museo al aire libre y patrimonio de Toronto, Ontario, Canadá. La aldea está situada en el distrito de North York , al sur de la Universidad de York y al sudeste de la intersección entre la calle Jane y la avenida Steeles. Se dice que Black Creek hace tributo al Río Humber. La aldea es una recreación de la vida que había en el siglo XIX en Ontario y nos da una idea sobre cómo pudo ser de rural Ontario a mediados del siglo. La aldea suele ser un punto transcurrido frecuentemente por excursiones de niños/as del área metropolitano de Toronto. Fue inaugurado en 1960 y es mantenido por las Autoridades de Conservación de Toronto y la Región.
B. Napier Simpson, Jr. 1925-1978, un arquitecto de restauración en Ontario dedicó su vida profesional aumentando la concienciación colectiva sobre la importancia de mantener todo el patrimonio heredado, incluyendo el proyecto de Black Creek Pioneer Village.

## Colección
La comunidad está formada por más de cuarenta edificios del siglo XIX, decorados con el estilo característico de 1860. Se lleva a cabo por intérpretes oficiales de historia y artesanos situados en los edificios restaurados, ejerciendo las profesiones propias de donde estén. La aldea también cuenta con representaciones y recreaciones de oficios de la época. Algunos edificios son Dalziel Barn, casas de la época, las originales edificaciones de granjas de la familia Stong, un molino de agua, un colmado, tienda de necesidades básicas, herrerías, además de otros 10 edificios inspirados en otras profesiones, un hotel, una iglesia y un colegio de una única aula. Algunos edificios fueron construidos por la familia Stong y se encuentran en su lugar original, otros han sido trasladados de otras partes del sur de Ontario.
La mayoría de los edificios fueron trasladados de su sitio de original (destaca el edificio de reuniones de la comunidad Menonita), y otros han sido reconstruidos en sus actuales localizaciones. La casa del herrero fue edificada originalmente en 1850 en el pueblo de Nobleton . La armería fue construida en Bolton , y el edificio Taylor Cooperage fue construido en 1850 en el pueblo Paris. La tienda del tejedor está situada donde originalmente residía el edificio Temperance Hall, edificado en el pueblo de Kettleby  en 1850 por los Hijos de Temperance .

## Afiliaciones
El museo está afiliado con: CMA, CHIN y el museo virtual de Canadá.